# Journal of the Western Australia natural history society
Journal of the Western Australia natural history society (abreviado J. Western Australia Nat. Hist. Soc.) fue una revista con ilustraciones y descripciones botánicas que fue editada en Perth por la Royal Society of Western Australia en los años 1904 - 1909. Fue precedida por J. Proc. Mueller Bot. Soc. Western Australia y reemplazada por J. Nat. Hist. Sci. Soc. Western Australia.